# فرانچسکو گولیسانو
فرانچسکو گولیسانو (انگلیسی: Francesco Golisano؛ ۵ آوریل ۱۹۲۹ – ۶ اوت ۱۹۹۰ (۶۱ ساله)) بازیگر اهل ایتالیا بود.
از فیلم‌ها یا برنامه‌های تلویزیونی که وی در آن نقش داشته‌است می‌توان به معجزه در میلان اشاره کرد.